# 79419 Gaolu
79419 Gaolu este un asteroid din centura principală de asteroizi.

## Descriere
79419 Gaolu este un asteroid din centura principală de asteroizi. A fost descoperit pe 26 iunie 1997 la Xinglong în cadrul programului Beijing Schmidt CCD Asteroid Program. Asteroidul prezintă o orbită caracterizată de o semiaxă mare de 2,54 ua, o excentricitate de 0,14 și o înclinație de 13,9° în raport cu ecliptica.